# Ancistrocerus reflexus
Ancistrocerus reflexus är en stekelart som först beskrevs av Fox.  Ancistrocerus reflexus ingår i släktet murargetingar, och familjen Eumenidae. Inga underarter finns listade i Catalogue of Life.